# 36

## Decese
- dată necunoscută: Sfântul Ștefan arhidiacon iudeu (evreu) din Ierusalim (n. 1)